# Подолян, Михаил Нестерович
Михаил Нестерович Подолян — советский хозяйственный и государственный деятель, лауреат Государственной премии СССР за выдающиеся достижения в труде.

## Биография
Родился в 1930 году. Член КПСС.
В 1951—2004 — матрос, 3-й, 2-й, старший помощник капитана на судах Балтийского морского пароходства, капитан танкера «Гурзуф» Латвийского морского пароходства Министерства морского флота СССР.
За высокую эффективность и качество работы на транспорте был в составе коллектива удостоен Государственной премии СССР за выдающиеся достижения в труде 1980 года.
Жил в Риге.
Именем Подоляна назван корабль компании Argo Shipping.

## Награды
- Орден Октябрьской Революции
- Орден Трудового Красного Знамени